# Gilette Barbier
Pour les articles homonymes, voir Barbier.
Gilette Barbier est une actrice française née le 2 août 1926 et morte le 10 septembre 2015.
Elle fait beaucoup de télévision, entre autres : La Boniface (1968), Vipère au poing (1971), Les Gens de Mogador (1972), Karatekas et Cie (1973), Ardéchois cœur fidèle (1974), Madame le juge (1978) ou Léon Blum (1986).

## Biographie
Gilette Barbier est la veuve du comédien Raymond Jourdan.

## Filmographie
- 1958 : Une simple histoire de Marcel Hanoun
- 1959 : Le Déjeuner sur l'herbe de Jean Renoir
- 1960 : Le Baron de l'écluse de Jean Delannoy
- 1965 : La Religieuse de Jacques Rivette : Sœur Saint-Jean
- 1966 : La Prise de pouvoir par Louis XIV de Roberto Rossellini : Pierrette Dufour - Film initialement prévu pour la télévision -
- 1967 : Les Habits noirs (feuilleton TV) de René Lucot
- 1967 : Meurtre en sourdine de Gilbert Pineau
- 1969 : Dernier Domicile connu de José Giovanni : l'épicière
- 1970 : Camarades de Marin Karmitz : la mère de Yan
- 1970 : Mont-Cinère de Jean-Paul Roux
- 1970 : L'Ardoise de Claude Bernard-Aubert
- 1970 : Out 1 : Noli me tangere de Jacques Rivette et Suzanne Schiffman : la logeuse de Colin
- 1971 : Vipère au poing, téléfilm de Pierre Cardinal
- 1973 : Prêtres interdits de Denys de La Patellière : la postière (non créditée)
- 1973 : La Ligne de démarcation - épisode 13 : Rémy (série télévisée) : la belle mère
- 1974 : Madame Bovary, de Pierre Cardinal (téléfilm)
- 1974 : La brigade de René Gilson : une mère de famille
- 1974 : Aloïse de Liliane de Kermadec
- 1974 : Ardéchois cœur fidèle (feuilleton TV) de Jean-Pierre Gallo
- 1974 : Les Doigts dans la tête de Jacques Doillon
- 1974 : Un curé de choc (26 épisodes de 13 minutes) de Philippe Arnal
- 1974 : Carnet trouvé chez les fourmis de Georges Sénéchal - court métrage -
- 1975 : Messieurs les jurés : L'Affaire Andouillé de Michel Genoux
- 1975 : Calmos de Bertrand Blier
- 1976 : Le gang de Jacques Deray
- 1976 : L'une chante, l'autre pas d'Agnès Varda
- 1976 : Violette et François de Jacques Rouffio : la surveillante du magasin
- 1977 : Dossier danger immédiat (Épisode "Microcrocus petroleum") de Claude Barma
- 1978 : Madame le juge de Claude Chabrol, épisode "2 + 2 = 4"
- 1979 : Le Coup de sirocco d'Alexandre Arcady
- 1979 : Démons de midi de Christian Paureilhe
- 1979 : Chère inconnue de Moshe Mizrahi : Mme Guillaume
- 1979 : Mon oncle d'Amérique d'Alain Resnais : Mme Laudais
- 1980 : Trois hommes à abattre de Jacques Deray
- 1980 : Médecins de nuit de Peter Kassovitz, épisode : L'usine Castel (série télévisée)
- 1985 : Sauve toi Lola de Michel Drach
- 1986 : Le moine et la sorcière de Suzanne Schiffman : la sacristaine
- 1986 : Prunelles Blues de Jacques Otmezguine : Jeanne
- 1987 : Natalia de Bernard Cohn
- 1990 : Le Brasier d'Éric Barbier : la mère d’Émile
- 1990 : Madame Bovary de Claude Chabrol : Natasie
- 1991 : Ma vie est un enfer de Josiane Balasko : la secrétaire du dentiste
- 1991 : La montre, la croix et la bannière ou Rue Saint-Sulpice  de Ben Lewin : la vieille dame du parc
- 1991 : L 627 de Bertrand Tavernier : la vieille dame
- 1993 : Profil bas de Claude Zidi : la vieille dame
- 1993 : Paranoïa de Frédéric Forestier et Stéphane Gateau, court métrage de 10 min
- 1993 : Armand! ma promenade de Marc Bordier-Joyeux, court métrage de 18 min
- 1995 : La soucoupe de Sébastien Sort, court métrage de 13 min
- 1997 : Jour de chômage de Sébastein Sort, court métrage de 7 min
- 1999 : L'échappée de Florent Vassault, court métrage de 15 min
- 2009 : Lourdes de Jessica Hausner : Mme Hartl

## Théâtre
- 1960 : La Bonne Âme du Se-Tchouan de Bertolt Brecht, mise en scène André Steiger, Théâtre Récamier
- 1965 : Andorra de Max Frisch, mise en scène Gabriel Garran, Théâtre de la Commune, Théâtre Antoine
- 1971 : Le Chevalier au pilon flamboyant de Francis Beaumont, John Fletcher, mise en scène Aristide Demonico, Théâtre Gérard Philipe
- 1977: Barracas 1975 de Richard Demarcy et Teresa Mota, mise en scène des auteurs, Festival d'Avignon, Théâtre de la Commune
- 1981 : Les Vacances de Jean-Claude Grumberg, mise en scène Jean-Pierre Miquel, Centre dramatique de Reims